# Hartmanice (Plzeň)
Hartmanice è una città della Repubblica Ceca facente parte del distretto di Klatovy, nella regione di Plzeň.